# García II (roi de Pampelune)
Pour les articles homonymes, voir García.
García Sánchez, appelé García II de Navarre en France et García Sánchez I de Pamplune en Espagne (né en 919 et mort le 22 février 970), est roi de Pampelune à partir de 925, et comte d'Aragon à partir de 933. Il est le fils de Sanche Ier de Navarre et de Toda de Navarre et, par sa mère, cousin du calife de Cordoue Abd al-Rahman III.

## Règne
García Sánchez épouse la comtesse d'Aragon Endregoto Galíndez, mariage annulé par la suite, mais dont est issu Sanche II de Navarre, qui lui succède à sa mort à la tête du royaume de Pampelune devenu royaume de Navarre, et du comté d'Aragon.

## Union et postérité
En 939, García Sánchez épouse Endregoto Galindez d'Aragon, fille de Galindo II comte d'Aragon et Sancha Garcia de Navarre. Ils auront un fils:
- Sanche II de Navarre époux de Urraca de Castille (†1007).

En 943, García Sánchez épouse Thérèse de León. De cette union naissent :
- Ramire, roi de Viguera ;
- Urraca (†1041), épouse du comte Ferdinand de Castille, puis de Guillaume Sanche de Gascogne.